# Vergnügungszug
Vergnügungszug (Train de plaisance) est une  polka rapide de Johann Strauss II (op. 281). Elle est créée le 19 janvier 1864 dans la Redouten-Saal de la Hofburg de Vienne.

## Histoire
La polka est composée pour le bal du carnaval des industriellen Gesellschaften (sociétés industrielles) et créée à l'occasion de cet événement à la Hofburg de Vienne. Avec cette œuvre, le compositeur rend un hommage musical au chemin de fer. Il s'agit en particulier des trains dit « de plaisance », qui deviennent de plus en plus populaires en raison de l'essor du tourisme.

## Durée
Sa durée d'exécution est d'environ 3 minutes. Elle peut varier quelque peu selon l'interprétation musicale du chef d'orchestre. 

## Interprétations notables
La pièce est jouée lors du célèbre concert du nouvel an à Vienne :  
- en 1945, sous la direction de Clemens Kraus ;
- en 1946, sous la direction de Josef Krips ;
- en 1948, 1949, 1950, 1951 et 1953, sous la direction de Clemens Kraus ;
- en 1955, 1959, 1962, 1966, 1970 et 1975, sous la direction de Willi Boskovsky ;
- en 1982, sous la direction de Lorin Maazel ;
- en 1987, sous la direction de Herbert von Karajan ;
- en 1992, sous la direction de Carlos Kleiber ;
- en 2001, sous la direction de Nikolaus Harnoncourt ;
- en 2005, sous la direction de Lorin Maazel ;
- en 2016, sous la direction de Mariss Jansons.